# Yves Nicolin
Pour les articles homonymes, voir Nicollin.
Yves Nicolin est né le 5 mars 1963 au Coteau (Loire), il est avocat, chef d'entreprises et homme politique français.
Membre successivement du Parti républicain, de Démocratie libérale, de l'Union pour un mouvement populaire et des Républicains, il est maire de Roanne depuis 2014, réélu en 2020, après l'avoir été de 2001 à 2008, et fut député de la 5e circonscription de la Loire durant cinq mandats, de 1993 à 2017.

## Biographie

### Études, carrière professionnelle et vie privée
Il obtient son baccalauréat en 1983 au lycée Jean-Puy de Roanne.
Yves Nicolin est titulaire d'une maîtrise d'administration économique et sociale et d'un DEA (diplôme d'études approfondies) de droit européen obtenus en 1988 à l'université Jean-Moulin-Lyon-III.
Il fut secrétaire général du syndicat intercommunal des Montagnes du matin de 1988 à 1991.
Il devient avocat d'affaires en septembre 2008, inscrit au barreau de Paris. Il travaille essentiellement avec des petites et moyennes entreprises, précisant qu'« elles ne sont jamais situées dans (sa) circonscription et (qu'il) ne (prend) aucun client qui fait des affaires avec l’État ou les collectivités locales ». Le 1er mai 2017, il n'exerce plus la profession d'avocat et quitte le barreau pour diriger trois entreprises,.
Il est marié et père de trois enfants adoptés en Russie.

### Carrière politique

#### Mandats électifs
À l'occasion des élections municipales de 1989, il devient conseiller municipal à Riorges, où il réside,.
Lors des élections cantonales de 1992, il est élu conseiller général de la Loire (canton de Roanne-Nord) à 29 ans, ce qui fait de lui le plus jeune à ce poste en France. Il conserve ce mandat jusqu'en 1998.

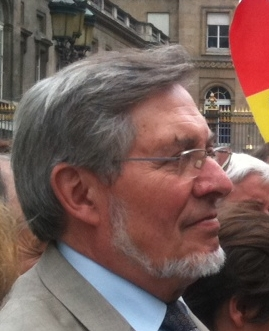
Yves Nicolin est devenu député puis maire de Roanne en battant Jean Auroux (PS), ancien ministre du Travail.

Yves Nicolin est élu député de la Loire pour la première fois le 28 mars 1993 dans la 5e circonscription de la Loire en battant l'ancien ministre du Travail et maire de Roanne, Jean Auroux. Il est battu par celui-ci lors des élections municipales de 1995, alors qu'il a dû affronter la concurrence à droite d'Alain Pierson, président du comité de soutien local à Jacques Chirac lors de la campagne présidentielle.
Il a été réélu député en 1997, 2002 et 2007. Le 17 juin 2012 il est de nouveau élu avec 56,35 % face à Laure Déroche, maire de Roanne (PS).
Élu maire de Roanne lors des élections municipales de mars 2001 face à Jean Auroux, il sollicite un nouveau mandat lors des élections des 9 et 16 mars 2008. Obtenant 47,92 % des suffrages exprimés au premier tour, il est battu lors du second tour par la candidate d'Union de la gauche, Laure Déroche (52,08 %).
Au sein de l'intercommunalité roannaise, il défend, avec l'ancien président Christian Avocat, « une vision élargie d’un territoire en phase avec son voisin rhôdanien [sic] et avec le nouveau réseau de villes en cours de constitution en Rhône-Alpes. Leur projet prévoit une grande agglo avec quarante communes. Pour eux, il faut en finir avec une atomisation de petites communautés de communes peu peuplées, peu dotées en personnel qualifié et en moyens ».
Il est à nouveau candidat aux élections municipales sur Roanne aux élections municipales de mars 2014. Il obtient 43,27 % des voix au premier tour, la maire sortante Laure Déroche (PS) ne recueille que 20,41 %, Sarah Brosset (Front national) obtient 15,69 %, Gérard Philippon (Front de gauche) obtient 5,69 % et Norbert Chetail (DVD) obtient 5,92 %. Au second tour, Yves Nicolin remporte la triangulaire avec 51,48 % contre 34,50 % pour Laure Déroche et 14,01 % pour Sarah Brosset. Yves Nicolin est le premier maire de Roanne battu à être réélu six ans plus tard. Il est élu au premier tour de scrutin président de Roannais Agglomération, communauté d'agglomération comptant désormais quarante communes et 104 000 habitants.
Quatre jours après son retour à la mairie de Roanne, Yves Nicolin décide de renvoyer Abdelwaheb Sefsaf de la direction du théâtre municipal en lui reprochant d'exercer d'autres activités et en jugeant illégal l'arrêté municipal qui l'avait nommé à ce poste, ce qui lui attire des critiques,,.
En décembre 2015, il démissionne de la présidence du groupe d'amitié France-Brunei à l'Assemblée nationale pour protester contre l'interdiction faite par les autorités aux résidents musulmans de ce pays de célébrer les fêtes de Noël.
Il annonce en janvier 2017 qu'il ne sera pas candidat à un nouveau mandat lors des élections législatives de 2017. Il soutient sa suppléante Clotilde Robin pour lui succéder. En juin 2017, Nathalie Sarles (MoDem) lui succède à l'Assemblée nationale et Yves Nicolin se consacre désormais uniquement à ses mandats de maire de Roanne et de président de Roannais Agglomération. Le même mois, pour compenser la perte de son indemnité parlementaire, il augmente son indemnité de président d'agglomération de 88 %, en passant de 2 757  à   5 187 € brut, ce qui crée une polémique,,.
En novembre 2018, il annonce être candidat à un dernier mandat de maire pour les élections municipales de 2020. En juillet 2019, il sort un livre programme : 2020, Ensemble pour un nouveau projet afin de présenter son bilan et ses futurs projets pour la ville de Roanne.
Aux élections municipales du 15 mars 2020, la liste Roanne Passionnément qu'il conduit l'emporte dès le premier tour avec 59,04 % des voix, il distance largement ses concurrents : Franck Beysson (Collectif 88%, soutien LFI-EELV-PCF) obtient 17,60 %, Brigitte Dumoulin (PS-G·s) obtient 17,41 % et Andrea Iacovella (LREM) obtient 5,93 %. Une forte abstention marque ce scrutin en raison notamment de l'épidémie de coronavirus qui frappe la France,. Le 10 juillet 2020, il est réélu président de Roannais Agglomération.

#### Fonctions et positionnement au sein de la droite
Étudiant à Lyon, il entre dans la vie politique en soutenant la candidature de Raymond Barre aux élections législatives de 1986. C'est par son intermédiaire qu'il rencontre Pascal Clément, député de la Loire, qu'il soutient à son tour. Il adhère au Parti républicain en 1986. Il est ensuite chargé de mission au cabinet de Gérard Longuet, président du Parti républicain, de 1991 à 1993, puis auprès du délégué général du parti, Yves Verwaerde, de 1993 à 1995. Lors des élections législatives de 1993, Yves Nicolin est soutenu localement par Valéry Giscard d'Estaing,. On le présente en 1995 comme « un balladurien proche de Gérard Longuet », en 1996 comme un « proche du Premier ministre » Alain Juppé. Il est porte-parole adjoint du Parti républicain de 1995 à 1997, puis secrétaire national de Démocratie libérale de 1997 à 1998.
Lors de la troisième cohabitation, il fait partie, avec Dominique Dord, des députés dits « refondateurs », partisans d'une union, voire d'une fusion des différents partis de la droite,. En 2000, il fait partie de la majorité du groupe Démocratie libérale à l'Assemblée nationale, qui obtient le départ de José Rossi de la présidence du groupe. Ce dernier s'est attiré l'hostilité de ses collègues de Démocratie libérale en raison de sa participation aux accords de Matignon sur la Corse.
Lors de l'élection présidentielle française de 2002, il est, avec Michaël Bullara, Nicole Guedj et Renaud Muselier, responsable des jeunes au sein de l'équipe de campagne de Jacques Chirac.
En 2011, Yves Nicolin est membre du groupe de réflexion La Droite sociale au sein de l'UMP, courant fondé par Laurent Wauquiez dont il est un « ami ».
À l'occasion du congrès de l'UMP de 2012, il soutient la candidature de Jean-François Copé à la présidence, dont il est un ami, et vote pour le courant « France moderne et humaniste ». Après l'éclatement de l'affaire Bygmalion, il se désolidarise de Jean-François Copé et annonce qu'il a « pris la décision de (se) mettre en congé de (son) parti politique ».
À l'occasion du congrès de l'UMP de 2014, il soutient la candidature de Nicolas Sarkozy à la présidence. En juin 2015, il est nommé secrétaire national des Républicains, chargé des petites et moyennes entreprises. Il soutient Nicolas Sarkozy pour la primaire présidentielle des Républicains de 2016,. Lors du second tour, il soutient François Fillon.

#### Positionnement politique et travaux parlementaires

##### Institutions
En 1994, il s'oppose à l'article 28 du projet de Loi d'orientation pour l'aménagement et le développement du territoire qui vise à développer l'usage du référendum local : il met en avant la légitimité du principe de majorité absolue mis en œuvre lors des élections municipales, et illustre son propos en désapprouvant le référendum organisé en 1991 à Villerest, commune de sa circonscription, en opposition à l'adhésion au nouveau District de l'agglomération roannaise,.
En 2000, il vote contre le projet de loi constitutionnelle sur le quinquennat.
Il est favorable au cumul des mandats, qu'il qualifie d'« atout » pour « redynamiser un territoire », et qu'il juge nécessaire pour réaliser « certains projets » dans la configuration « de l’État jacobin qui oblige à aller négocier forcément à Paris ».

##### Société
En 1996, il fait partie des dix-huit parlementaires RPR et UDF signataires d'une proposition de loi visant à supprimer le remboursement des IVG non thérapeutiques.
En 2000, il dépose une proposition de loi « tendant à permettre la mise en cause de la responsabilité pénale des parents de mineurs délinquants ».
À travers une proposition de loi cosignée avec Michèle Tabarot et adoptée en 2005, Yves Nicolin est l'initiateur de l'agence française de l’adoption qu'il préside jusqu'en janvier 2012. Il crée et préside SOS Orphelinats du Monde, association venant en aide aux orphelins ou enfants privés de famille à l'étranger.
En 2009, il dépose une proposition de loi visant à instaurer la castration chimique pour tout violeur d'un mineur de 13 ans.
Il s'est opposé à la loi de 2013 ouvrant le mariage aux couples de personnes de même sexe,.

##### Immigration
En septembre 2015, à la suite de l'afflux de migrants dans le contexte de la crise des réfugiés en Europe, Yves Nicolin annonce que Roanne est prête à accueillir des réfugiés à condition qu'ils soient chrétiens, par crainte de « terroristes déguisés ». Cette déclaration, ainsi que celle, de même nature, du maire de Belfort Damien Meslot, suscitent de nombreuses réactions. Le préfet de la Loire Fabien Sudry, le ministre de l'Intérieur Bernard Cazeneuve, puis le Premier ministre Manuel Valls désapprouvent ses propos. Le 9 septembre 2015, trois cents personnes se rassemblent devant l'hôtel de ville de Roanne en signe de protestation. Après un dépôt de plainte contre X par SOS Racisme, Yves Nicolin est visé par une enquête pour ses propos,. L'affaire est finalement classée sans suite en mai 2016,.

##### Économie
En 1996, il propose au Premier ministre Alain Juppé un plan de sauvetage de l'industrie textile, que Jacqueline Coignard, journaliste à Libération, résume comme « un concentré des diverses mesures réclamées par les fédérations professionnelles ». Ce plan permettra « de préserver quelques milliers d'emplois » dans sa circonscription.
Lors de la campagne pour les élections municipales de 2001, le journaliste Renaud Dély le décrit comme l'« archétype du jeune loup libéral ». Commentant son arrivée à la mairie de Roanne en 2001, Jean-Michel Amitrano, journaliste à Libération, considère qu'Yves Nicolin « se situe dans le droit fil de la vulgate libérale ».

##### Syndicats
En 2003, il dépose une proposition de loi pour « instaurer un financement public des syndicats par l'État et les personnes physiques ».

##### Justice
En 2001, dans le contexte de l'affaire Patrick Dils, il dépose avec quinze autres députés une proposition de loi prévoyant que, dans certains cas bien définis, les scellés puissent être conservés pendant trente ans après une condamnation. Libération explique : « Si un tel article avait existé, il aurait évité que ne soient détruites les pierres avec lesquelles ont été tués les deux enfants. Leur destruction, légale, a empêché à jamais les examens ADN que les magistrats de la Cour de cassation avaient demandés lors de leur contre-enquête ».

##### Armée
En juillet 2016, il se dit satisfait de la création d'une garde nationale par le président de la République François Hollande et le Premier ministre Manuel Valls à la suite de l'attentat de l'église de Saint-Étienne-du-Rouvray.

## Polémiques
Sa plus proche collaboratrice, Nathalie Goutorbe, se donne la mort en juin 2024 après avoir fait fuiter des informations sur des situations de conflit d'intérêts au sein de la municipalité de Roanne. Dans une lettre posthume, elle écrit avoir vécu un « enfer », avoir craint « YN [Yves Nicolin] et ses acolytes », et souhaiter que « justice » soit rendue. En août, six élus de la majorité se mettent en retrait, pointant « une situation très préoccupante » dans les instances municipales. Le 10 décembre 2024, le parquet décide du classement sans suite de l'affaire, l'enquête n'ayant pas permis d'identifier « d'indices d'infractions pénales ayant directement concouru à son suicide », à défaut d'avoir eu accès au contenu du matériel informatique de Nathalie Goutorbe. Sa famille annonce par la suite porter plainte contre X pour « harcèlement moral ayant conduit au suicide », afin d'obtenir l'ouverture d'une enquête plus importante,.
En juillet 2024, lors d'une conférence de presse de présentation d’une brigade de police municipale locale de nuit, expliquant que ses horaires pourraient évoluer, Yves Nicolin dit « Ceux qui sortent la nuit sortent plutôt l'été. C'est une race qui aime la chaleur et le beau temps. L'hiver, ils sont plus tranquilles ».

## Affaires judiciaires

### Accusation de favoritisme et de prise illégale d'intérêts
En avril 2015, Yves Nicolin est appelé à comparaître dans une affaire de favoritisme et de prise illégale d'intérêts portant sur des marchés publics au sein de la communauté d'agglomération du Grand Roanne, après une enquête préliminaire lancée en 2010 pour des faits remontant à 2004 et 2005. Une peine de 30 000 € d'amende avec sursis est requise à son encontre, pour un jugement mis en délibéré jusqu'en septembre 2015. Le tribunal correctionnel de Paris constate finalement la prescription des faits le concernant, en l'absence de dissimulation, et relaxe Edmond Houta — parrain de sa fille et PDG d'une société soupçonnée d'avoir bénéficié de favoritisme — estimant que l'existence de liens personnels ne suffisait pas à caractériser le délit,.

## Mandats et fonctions

### Mandats parlementaires
- 2 avril 1993 - 21 avril 1997 : Député de la 5e circonscription de la Loire (2e plus jeune député de France)
- 1er juin 1997 - 18 juin 2002 : Député de la 5e circonscription de la Loire (réélu)
- 19 juin 2002 - 19 juin 2007 : Député de la 5e circonscription de la Loire (réélu)
- 20 juin 2007 - 19 juin 2012 : Député de la 5e circonscription de la Loire (réélu)
- 20 juin 2012 - 20 juin 2017 : Député de la 5e circonscription de la Loire (réélu)

### Mandats locaux
- 20 mars 1989 - 18 juin 1995 : Conseiller municipal de Riorges
- 30 mars 1992 - 22 mars 1998 : Conseiller général du canton de Roanne-Nord
- Depuis le 19 juin 1995 : Conseiller municipal de Roanne
- 18 mars 2001 - 21 mars 2008 : Maire de Roanne
- 18 mars 2001 - 18 avril 2008 : Président de Grand Roanne Agglomération
- 18 avril 2008 - 31 décembre 2012 : Conseiller communautaire de Grand Roanne Agglomération
- 30 mars 2014 - 22 mai 2020 : Maire de Roanne (réélu)
- 14 avril 2014 - 9 juillet 2020 : Président de Roannais Agglomération
- Depuis le 23 mai 2020 : Maire de Roanne (réélu)[75]
- Depuis le 10 juillet 2020 : Président de Roannais Agglomération (réélu)

### Autre mandat
- 2006 - janvier 2012 : Président du conseil d'administration de l'agence française de l'adoption

### Fonction politique
- Depuis juin 2015 : Secrétaire national des Républicains, chargé des petites et moyennes entreprises

## Publications
- Perspectives d'avenir de l'industrie du textile-habillement, La Documentation française, septembre 1996.
- Adoption, une nouvelle naissance, préface de Philippe Barbarin, Éditions Taillandier, juin 2007.
- Engagé volontaire, préface de Dominique Bussereau, Éditions du Fil Rouge, janvier 2013.